# Montalto di Castro
Montalto di Castro là một đô thị ở tỉnh Viterbo trong vùng Latium của Ý, có cự ly khoảng 90 km về phía tây bắc của Roma và khoảng 40 km về phía tây của Viterbo. Tại thời điểm ngày 31 tháng 12 năm 2004, đô thị này có dân số 8.061 người và diện tích là 189,4 km².
Đô thịMontalto di Castro có các frazione (subdivision) Pescia Romanavà is the site of the never-operated Montalto di Castro nuclear power station.
Montalto di Castro giáp các đô thị: Canino, Capalbio, Manciano, Tarquinia, Tuscania.